# Années 760
Les années 760 couvrent la période de 760 à 769.

## Événements
- 755-763 : rébellion d’An Lushan en Chine. La dynastie Tang entame une période de déclin[1]. Le gouvernement chinois ne regagne pas le contrôle des commanderies militaires établies aux frontières (dudufu). Certaines deviennent des royaumes héréditaires et retiennent pour elles les impôts perçus pour le gouvernement central. Le système des commanderies s’étend à certaines régions à l’intérieur de la Chine, et, au IXe siècle, l’État ne contrôlera plus réellement que la province actuelle du Shaanxi.

- 756-775 : guerre de Byzance contre les Bulgares[2].
- 757–796 : le roi de Mercie Offa (r. 757-796) élève des fortifications de terre surmontées de palissades à la frontière avec le pays de Galles (Offa's Dyke)[3].
- 760-768 guerre entre le royaume franc et l'Aquitaine. L'Aquitaine est incorporée au royaume franc[4].
- 761 : premières persécution des iconodules dans l'Empire byzantin[5].
- 761-763 : réforme canoniale de Chrodegang de Metz[6]. Introduction du chant messin.
- 762 :
  - fondation de Bagdad[7].
  - guerre civile en Chine. Intervention des Ouïghours à l’appel des Tang. Les Ouïgours se convertissent au manichéisme[8].
- 763 : les Tibétains prennent la capitale chinoise Chang'an[9]. Après le sac de Chang'an, le roi Trisong Detsen invite au Tibet deux religieux indiens, Shantarakshita et Padmasambhava, qui sont à l’origine du bouddhisme pratiqué par les Tibétains[10].

- 767-776 : révolte des kharidjites berbères conduite par Abou Qurra[11].
- Vers 768 : fondation de Deventer par le missionnaire anglo-saxon Lébuin[12] (date approximative).

## Personnages significatifs
Al-Mansur (Abbasside)
- Carloman Ier
- Charlemagne
- Constantin II (antipape)
- Didier de Lombardie
- Étienne III (pape)
- Fruela Ier des Asturies
- Landrade
- Offa de Mercie
- Pépin le Bref 
- Trisong Detsen
- Waïfre